# Current Opinion in Anaesthesiology
Current Opinion in Anaesthesiology is een internationaal, aan collegiale toetsing onderworpen wetenschappelijk tijdschrift op het gebied van de anesthesiologie.
De naam wordt in literatuurverwijzingen meestal afgekort tot Curr. Opin. Anaesthesiol.
Het wordt uitgegeven door Lippincott Williams & Wilkins.